# 서던 리치: 소멸의 땅
《서던 리치: 소멸의 땅》(영어: Annihilation)은 2018년 공개된 영국, 미국의 SF 심리 공포 영화이다. 제프 밴더미어가 쓴 동명의 SF 소설을 원작으로 앨릭스 갈런드가 연출하였다. 내털리 포트먼과 오스카 아이작이 출연한다.

## 줄거리
영화는 육군 출신 세포생물학 교수 리나가 당국 조사를 받고 있는 현재와 신비한 빛으로 둘러싸인 지대인 시머("Shimmer")에서 겪은 과거가 교차되는 형식으로 진행된다. 리나는 새로 파견됐던 시머 탐사대에서 유일하게 생환한 사람이다.
시머는 3년 전 플로리다주 세인트마크스 국립 야생동물 보호구역(National Wildlife Refuge) 등대에 유성이 떨어지면서 그 주변에 형성된 이질적인 공간으로, 영역을 끊임없이 넓혀나가는 중이다. 여러 탐사대가 시머로 파견되었으나 리나의 남편 케인만이 심각한 상태로 귀환하였다. 심리학자 벤트레스 박사는 시머의 등대에서 정보를 수집하는 것을 목표로 새 과학탐사대를 꾸리고 리나, 캐스, 애니아, 조시를 데려간다.
조시는 이가 동심원 모양으로 난 백색증 악어에게 공격 당하고, 한 돌연변이 곰이 캐시를 끌고 간다. 조시는 휴머노이드화 된 식물을 보고 시머가 일종의 프리즘으로 기능하며 DNA를 포함하여 영역 내에 들어오는 모든 것을 굴절시키고 있다고 추정한다.
애니아는 자신의 지문 모양이 변한 걸 보고 편집증을 일으켜 벤트레스, 조시, 리나를 묶어놓고 리나가 캐시를 죽이고 거짓말을 하고 있다고 추궁한다. 이때 다급히 도움을 요청하는 캐시 목소리를 흉내내며 나타난 곰이 애니아를 물어죽인다. 조시는 죽을 때 공포에 질려있던 캐시의 정신이 곰에게 굴절되었다고 분석한 뒤 같은 운명을 피하기 위해 자발적으로 "굴절"되어 휴머노이드 식물이 된다.
벤트레스는 먼저 등대로 떠나고, 뒤늦게 벤트레스를 쫓아온 리나는 비디오 카메라를 발견한다. 그 안에 남겨진 영상에는 남편 케인이 백린탄 수류탄으로 자살한 직후 케인의 도펠겡거가 화면 안으로 들어오는 장면이 담겨있었다. 이어 리나는 유성이 형성한 등대 내부 구멍에서 벤트레스를 찾아낸다. 벤트레스는 시머가 세상 전체를 산산조각 내어 전멸("Annihilation")시킬 거라고 예언한 뒤 맨덜벌브 형상으로 분해되다가 리나 얼굴에서 떨어져나온 핏방울과 섞이면서 얼굴이 없고 빛이 나는 인간 형태로 재조립된다. 이 유사 인간은 리나 동작을 모방한 끝에 리나의 도펠겡거가 된다. 리나는 도펠겡거를 속여 도펠겡거가 케인이 남긴 수류탄을 점화하게 만든다. 등대가 불타면서 시머는 소멸된다.
영화는 다시 현재로 돌아온다. 리나는 남편 케인과 재회하고, 당신은 케인이 아니지 않냐고 묻는다. 이에 케인은 긍정한다. 케인의 도플갱거가 역으로 리나에게 당신은 진짜 리나냐고 물었을 때 리나는 답하지 못한다. 케인이 리나를 껴안자 케인처럼 리나의 홍채도 빛난다.

## 출연
- 내털리 포트먼 - 리나, 미국 육군 출신 세포생물학 교수 역
- 제니퍼 제이슨 리 - 벤트레스 박사, 심리학자 역
- 테사 톰프슨 - 조시 라덱, 물리학자 역
- 투바 노보트니 - 캐시 "캐스" 셰퍼드, 지형학자 역
- 지나 로드리게스 - 애니아 소런슨, 응급구조사 역
- 오스카 아이작 - 케인 역
- 미즈노 소노야 - 케이티 역
- 베네딕트 웡 - 로맥스 역
- 데이비드 재시 - 대니얼 역
- 코즈모 자비스
- 허니 홈스
- 쿠무드 판트